# Дейбнер, Александр Иванович
 Александр Иванович Дейбнер, в монашестве — Спиридон AA (15 августа 1899, село Ильенско-Тобольское Тобольская губерния, Российская империя — 15 мая 1946, СССР) — священник католической, затем православной и вновь католической церкви византийского обряда, участник Русского апостолата, деятель Русского Зарубежья.

## Биография
Родился в семье католического священника византийского обряда Ивана Александровича Дейбнера.
Александр до 1913 года жил в Санкт-Петербурге, затем воспитывался в католическом интернате ордена ассумпционистов, сначала в Константинополе, затем в Бельгии, позже принял монашеский постриг в этом ордене с именем Спиридон. Рукоположён в сан священника в Константинополе в 1926 году епископом Михаилом Мировым, экзархом Болгарской католической церкви и направлен на работу с русскими эмигрантами на юге Франции под руководством священника Льва Жилле OSB служил в доме для русских детей в Ницце.
Дейбнер и Жиле перешли в юрисдикцию митрополита Евлогия (Георгиевского) Западноевропейский экзархат русских приходов, однако вскоре отец Александр вернулся в католичество, работал в комиссии «Pro Russia», был секретарём епископа Мишеля Д’Эрбиньи. Публиковался в издававшемся с января 1930 по январь 1934 в Париже архимандритом Александром Евреиновым журнале «Благовест».
В 1932 году оставил служение и уехал Берлин, в 1933 году вернулся в Рим, вскоре выехал в Париж, с 1935 года — жил в Праге, в 1943 году — арестован и вывезен в Берлин, где работал переводчиком, в начале 1945 года — вернулся в Прагу, где 12 июля 1945 был арестован и вывезен в СССР, содержался в Бутырской тюрьме в Москве, осужден на 10 лет, умер в ГУЛАГе 5 мая 1946 года.

У Александра Дейбнера была сестра Надежда Дейбнер, которая стала католической монахиней в ордене ассумпционистов АА.